# Шашин (Санта-Катарина)
Шашин (порт. Xaxim) — муниципалитет в Бразилии, входит в штат Санта-Катарина. Составная часть мезорегиона Запад штата Санта-Катарина. Входит в экономико-статистический микрорегион Шаншере. Население составляет 25 126 человек на 2006 год. Занимает площадь 294,715 км². Плотность населения — 85,3 чел./км².

## История
Город основан 30 декабря 1953 года.

## Статистика
- Валовой внутренний продукт на 2003 составляет 259.403.418,00 реалов (данные: Бразильский институт географии и статистики).
- Валовой внутренний продукт на душу населения на 2003 составляет 10.770,33 реалов (данные: Бразильский институт географии и статистики).
- Индекс развития человеческого потенциала на 2000 составляет 0,809 (данные: Программа развития ООН).